# 山本孝史
山本 孝史（やまもと たかし、1949年〈昭和24年〉7月7日 - 2007年〈平成19年〉12月22日）は、日本の政治家。衆議院議員（2期）、参議院議員（2期）、民主党参議院幹事長、参議院財政金融委員長を歴任した。「山本たかし」の表記も多い。兵庫県芦屋市出身。

## 概要
実兄が交通事故死したのを機に立命館大学在学中から交通遺児救済のボランティア活動に参加し、卒業後に財団法人交通遺児育英会に就職。1990年より同会事務局長を務めた。
1993年7月18日の第40回衆議院議員総選挙で日本新党公認で初当選。8月党役員人事で山田宏立法調整委員長（国会対策委員長）の下で立法調整副委員長に就任した。衆議院議員を2期務めた後に参議院に転出。2001年7月29日の第19回参議院議員通常選挙で大阪府選挙区から立候補し、日本共産党の前職山下芳生議員を8,249票差の僅差で破り、民主党として同選挙区で初めて当選した。
2005年9月26日参議院財政金融委員長に就任するも、12月に検診を受けて胸腺がんに侵されていることがわかり、2006年1月25日同委員長の職を辞した。同年5月22日の参議院本会議でがんに罹患していることを公表、がん対策基本法の早期成立を訴えた。
2007年7月29日の第21回参議院議員通常選挙は病状を理由に選挙区からの出馬は困難として、比例区へ転出。議員の職責を全うする事が困難であるにも関わらず引退しなかった事に一部から批判があったものの、比例区で民主党が圧勝したこともあり再選された（得票数67,612票・党内当選者の中では20位で最下位）。その後も酸素吸入器などを装着しながらも登院し、病床につくまで最後まで活動を続けた。国会議事堂登院中は、与野党を超え、医師免許を持つ国会議員達が、山本の万一の体調の急変に備えていた。
2007年12月22日午後11時50分、胸腺がんのため、癌研究会有明病院緩和ケア科（向山雄人部長）で死去。58歳没。
2008年1月12日、真宗大谷派天満別院（大阪市）で告別式が行われ、小沢一郎代表、菅直人代表代行、鳩山由紀夫幹事長といった民主党幹部、江田五月参議院議長、平松邦夫大阪市長らが参列し、小沢は弔辞で「山本氏は格差を放置拡大してきた昨今の政治に真っ正面から戦い続けて生きた」「がんに侵されながら、不屈の精神で法の成立に心血を注がれた。参議院での代表質問は、憲政の歴史に深く刻まれるだろう。代表として本当に誇りに思う」などと述べた。
同年1月23日に、山本と共にがん対策基本法や自殺対策基本法成立に向け、与野党の垣根を越えて共闘した過程や、国会論戦を通じて親交のあった、元厚生労働大臣の自由民主党参議院議員会長・尾辻秀久が参議院本会議場にて哀悼演説を行った。その中で山本が自らの病を告白し、がん対策基本法の早期成立を訴えた、2006年5月の参議院本会議での代表質問を引用し「すべての人の魂を揺さぶりました。私は今、その光景を思い浮かべながら、同じ壇上に立ち、先生の一言一句を振り返るとき、万感胸に迫るものがあります。」「山本孝史先生は、わが自由民主党にとって最も手強い政策論争の相手でありました」と称賛し、「先生、今日は外は雪です。随分痩せておられましたから、寒くありませんか。あなたは参議院の誇りであります。社会保障の良心でした」と落涙しながら演壇から呼びかけ、その功績を讃えた。

## 政策
- 選択的夫婦別姓制度導入に賛同していた[3][出典無効]。

### がん対策
がん対策に取り組んでおり、自らががん患者であること公開し、がん対策基本法の必要性を説いた2006年5月22日の参議院本会議における演説に対しては、党派を超えた与野党の議員達から大きな拍手が送られており、その後のがん対策や受動喫煙対策における議論でもその発言が引用されている。
2006年5月22日 参議院本会議 議事録抜粋
| （発言者:山本孝史参議院議員） 最後に、がん対策法の今国会での成 立について、議場の皆さんにお願い をします。 日本人の二人に一人はがんにかかる 、三人に一人はがんで亡くなるとい う時代に入っています。 乳がんや肝臓がんなどは若い患者も 急速に増えています。 今や、がんは最も身近な病気です。 しかし、がん治療には地域間格差、 施設間格差があって、治療法がある のにもう治らないと言われて見放さ れたがん難民が日本列島をさまよっ ています。 厚労省もがん対策推進室やがん対策 本部を設置しましたが、どのような レベルでの治療が全国で行われてい るのか、その実態すら残念ながら把 握をしていません。 がん患者は、がんの進行や再発の不 安、先のことが考えられないつらさ などと向き合いながら、身体的苦痛 や経済的負担に苦しみながらも、新 たな治療法の開発に期待を寄せつつ 、一日一日を大切に生きています。 私があえて自らがん患者だと申し上 げましたのも、がん対策基本法の与 党案と民主党案を一本化し、今国会 で成立させることが日本の本格的な がん対策の第一歩となると確信する からです。 また、昨年、本院厚生労働委員会で は、自殺対策の推進について全会一 致で決議を行いました。 そして、自殺対策に取り組む多くの 団体の要望に基づいて、自殺対策推 進基本法の今国会での成立に向けて 各党での取組が進んでいます。 私は、大学生のときに交通遺児の進 学支援と交通事故ゼロを目指しての ボランティア活動にかかわって以来 、命を守るのが政治家の仕事だと 思ってきました。 がんも自殺も、ともに救える命が一 杯あるのに次々と失われているのは 、政治や行政、社会の対応が遅れて いるからです。 年間三十万人のがん死亡者、三万人 を超える自殺者の命が一人でも多く 救われるように、がん対策基本法と 自殺対策推進基本法の今国会での成 立に向けて、何とぞ議場の皆様の御 理解と御協力をお願いをいたします。 総理にも、国会議員のお一人として 、この二つの法案の今国会での成立 にお力添えをいただけないか御答弁 をお願いして、私の質問を終わりま す。 |

### その後の国会での発言の引用等
2017年5月30日、参議院厚生労働委員会において、がん対策に取り組む山本が、タバコの政策に関して非常に心残りだと発言していたことを、がん闘病経験者である三原じゅん子参議院議員が言及し、原則屋内禁煙を求めた。
2017年5月30日 参議院厚生労働委員会 議事録抜粋
| （発言者:三原じゅん子参議院議員） しかし、政治がこのまま何もしなければ、これから失われる命がどれほどの数になるのか計り知れません。かつてがんを患った私にとって、守れるのに守れなかった命、声なき声を無視することはできません。受動喫煙が原因で年間一万五千人が亡くなっています。この数字、過去たった一年でです。一年で政府がこれだけの数の国民の命を守れなかったということなんです。我々政治家は、日頃から有権者の声を政治に反映しようと努力しています。ですが、それは今生きている人、その人たちだけの声でいいんでしょうか。 私は、七年前に議員とさせていただいたとき、民主党の山本孝史先生の議事録を全て読まさせていただきました。私の記憶によれば、最後までたばこの政策に関して非常に心残りだというようなことを発言されていたと記憶しています。こうした死者の英知というものも引き継いでいくのが私は政治であり、過去に受動喫煙で亡くなった方たちの無念の魂というものを鎮めることもまた使命なのではないかと思っています。それがあしたを生きる子供たちの未来につながっていくのではないでしょうか。 大臣、副大臣、厚労省の皆さんには、原則屋内禁煙、これを貫いていただきますように心からお願いを申し上げます。 |

## 略歴
- 1968年（昭和43年）3月 - 大阪府立清水谷高等学校卒業
- 1972年（昭和47年）3月 - 立命館大学産業社会学部卒業
- 1981年（昭和56年） - ミシガン州立大学大学院修士課程修了、家族社会学専攻
- 1993年（平成5年）7月18日 - 第40回衆議院議員総選挙（旧大阪4区・日本新党公認）当選
- 1996年（平成8年）10月20日 - 第41回衆議院議員総選挙（比例代表区近畿ブロック、新進党公認）2期目当選
- 2000年（平成12年）6月25日 - 第42回衆議院議員総選挙（大阪14区、民主党公認）落選
- 2001年（平成13年）7月29日 - 第19回参議院議員通常選挙（大阪府選挙区・民主党公認）当選
- 2007年（平成19年）7月29日 - 第21回参議院議員通常選挙（比例区・民主党公認）当選
- 2007年（平成19年）12月22日 - 死去[4]

## 文献
著書
- 山本孝史（編）、1994年11月27日『夢ある日本への道しるべ : 21世紀への提言』山本たかし事務所。
- 『議員立法 : 日本政治活性化への道』第一書林、1998年6月、ISBN 4886461409
- 『救える「いのち」のために――日本のがん医療への提言』朝日新聞社、2008年1月、ISBN 978-4-02-250388-6

訳書
- リンダ・K.ジョージ 著、西下彰俊 訳『老後 : その時あなたは』思索社、1986年1月28日。ISBN 4783511179。